# Gemischter Binomial-Prozess
Als gemischte Binomial-Prozesse bezeichnet man eine spezielle Klasse von Punktprozessen in der Theorie der stochastischen Prozesse, einem Teilgebiet der Wahrscheinlichkeitstheorie. Gemischte Binomial-Prozesse sind Verallgemeinerungen von Binomial-Prozessen in dem Sinne, als dass bei ihnen nicht eine deterministische Anzahl von Zufallsvariablen betrachtet wird, sondern eine zufällige.

## Definition
Gegeben sei ein Messraum {\displaystyle (S,{\mathcal {A}})} sowie unabhängig, identisch verteilte Zufallsvariablen {\displaystyle X_{1},X_{2},X_{3},\dots } mit Werten in {\displaystyle S}. Des Weiteren sei {\displaystyle Y} eine weitere Zufallsvariable, die unabhängig von allen {\displaystyle X_{i}} ist und fast sicher Werte in {\displaystyle \mathbb {N} } annimmt. Es bezeichne {\displaystyle \delta _{x}} das Dirac-Maß auf dem Punkt {\displaystyle x}, also
{\displaystyle \delta _{x}(A):={\begin{cases}1&{\text{ falls }}x\in A\ \\0&{\text{ sonst }}\end{cases}}}
für {\displaystyle A\in {\mathcal {A}}}.
Dann heißt das durch
{\displaystyle \zeta :=\sum _{i=1}^{Y}\delta _{X_{i}}}
definierte zufällige Maß {\displaystyle \zeta } auf  {\displaystyle (S,{\mathcal {A}})} ein gemischter Binomial-Prozess. Ist {\displaystyle P} die Verteilung der {\displaystyle X_{i}}, also {\displaystyle X_{i}\sim P}, so heißt {\displaystyle \zeta } auch der durch {\displaystyle Y} und {\displaystyle P} gegebene gemischte Binomial-Prozess.

## Eigenschaften

### Intensitätsmaß und Verteilung
Für jede messbare Menge {\displaystyle A} ist {\displaystyle \zeta (A)} eine binomialverteilte Zufallsvariable mit Parametern {\displaystyle Y} und {\displaystyle P(A)}. Es gilt also
{\displaystyle \zeta (A)\sim \operatorname {Bin} _{Y,P(A)}}.
Ist {\displaystyle \operatorname {E} (Y)<\infty } und sind die {\displaystyle X_{i}} integrierbar, so gilt nach der Formel von Wald
{\displaystyle \operatorname {E} (\zeta (A))=\operatorname {E} (Y)\operatorname {E} (\delta _{X_{i}}(A))=\operatorname {E} (Y)P(A)}.
Hierbei ist {\displaystyle \delta _{X_{i}}} wieder also zufälliges Maß zu sehen. Somit ist das Intensitätsmaß {\displaystyle \operatorname {E\zeta } } eines gemischten Binomial-Prozesses {\displaystyle \zeta } in diesem Fall durch
{\displaystyle \operatorname {E\zeta } =\operatorname {E} (Y)P}
gegeben.

### Beziehung zum Binomial-Prozess
Nimmt die Zufallsvariable {\displaystyle Y} fast sicher den Wert {\displaystyle n} an, so geht der gemischte Binomialprozess in einen Binomial-Prozess über, der durch {\displaystyle n} und die Verteilung von {\displaystyle X_{i}}  bestimmt wird.

### Laplace-Transformierte
Die Laplace-Transformation eines gemischten Binomial-Prozesses gegeben {\displaystyle Y=k} ist gegeben durch
{\displaystyle {\mathcal {L}}_{P,n}(f)=\left[\int \exp(-f(x))\mathrm {P} (dx)\right]^{k}}
für alle messbaren positiven Funktionen {\displaystyle f}.